# Sławomir Kopyść
Sławomir Andrzej Kopyść (ur. 4 lutego 1959 w Pleszewie) – polski samorządowiec i nauczyciel, w latach 2010–2024 członek zarządu województwa kujawsko-pomorskiego IV, V i VI kadencji.

## Życiorys
Syn Zdzisława i Haliny. Na początku lat 80. był pracownikiem fizycznym w kopalni węgla kamiennego. Ukończył studia matematyczne na Uniwersytecie Mikołaja Kopernika w Toruniu, po czym pracował jako nauczyciel tego przedmiotu w szkołach. W latach 1983–1998 był dyrektorem szkoły podstawowej w Zadusznikach, a następnie przez rok dyrektorem w bydgoskim kuratorium oświaty. W 2006 został dyrektorem Zespołu Szkół Chemicznych we Włocławku, później objął też funkcję przewodniczącego Rady Społecznej Wojewódzkiego Szpitala Specjalistycznego we Włocławku.
Zaangażował się w działalność polityczną w ramach Platformy Obywatelskiej. Uważany jest w mediach za bliskiego współpracownika Domiceli Kopaczewskiej. W 2002 po raz pierwszy bez powodzenia kandydował do sejmiku. W 2006, 2010, 2014, 2018 i 2024 uzyskiwał mandat radnego sejmiku kujawsko-pomorskiego III, IV, V, VI i VII kadencji. W 2004, 2009 i 2014 bezskutecznie kandydował do Parlamentu Europejskiego. 29 listopada 2010 po raz pierwszy został powołany na stanowisko członka zarządu województwa. Na tym stanowisku pozostał także w kolejnych zarządach powoływanych 1 grudnia 2014 i 19 listopada 2018. Funkcję tę pełnił do końca VI kadencji w 2024.